# Révolution nationale

Emblema de Philippe Pétain, jefe de Estado de Francia, con el lema Travail, Famille, Patrie (Trabajo, Familia, Patria). El Francisque era solo el emblema personal de Pétain, pero también se utilizó gradualmente como el emblema informal del régimen en los documentos oficiales.

La Révolution nationale (pronunciación en francés: /ʁevɔlysjɔ̃ nasjɔnal/, Revolución Nacional) fue el programa ideológico oficial impulsado por el Régimen de Vichy (el “Estado Francés”) que había sido establecido en julio de 1940 y dirigido por el mariscal Philippe Pétain. El régimen de Pétain se caracterizó por el antiparlamentarismo, el rechazo de la separación constitucional de poderes, el cultismo de la personalidad, el antisemitismo patrocinado por el estado, la promoción de los valores tradicionales, el rechazo de la modernidad, el corporativismo y la oposición a la teoría de la lucha de clases. A pesar de su nombre, el proyecto ideológico fue más reaccionario que revolucionario, ya que se opuso a la mayoría de los cambios introducidos en la sociedad francesa por la Revolución.
Tan pronto como se estableció, el gobierno de Pétain (a instancias de Pierre Laval) tomó medidas contra los "indeseables", es decir, judíos, métèques (inmigrantes), masones, liberales y comunistas. La persecución de estos cuatro grupos se inspiró en el concepto de Charles Maurras de "Anti-Francia", o "extranjeros internos", que definió como los "cuatro estados confederados de protestantes, judíos, masones y extranjeros". El régimen también persiguió a gitanos, homosexuales y activistas de izquierda en general. Vichy imitó las políticas raciales del Tercer Reich y también participó en políticas natalistas destinadas a revivir la 'raza francesa' (incluida una política deportiva), aunque estas políticas nunca llegaron tan lejos como el programa eugenésico implementado por los nacionalsocialistas. 

## Ideología

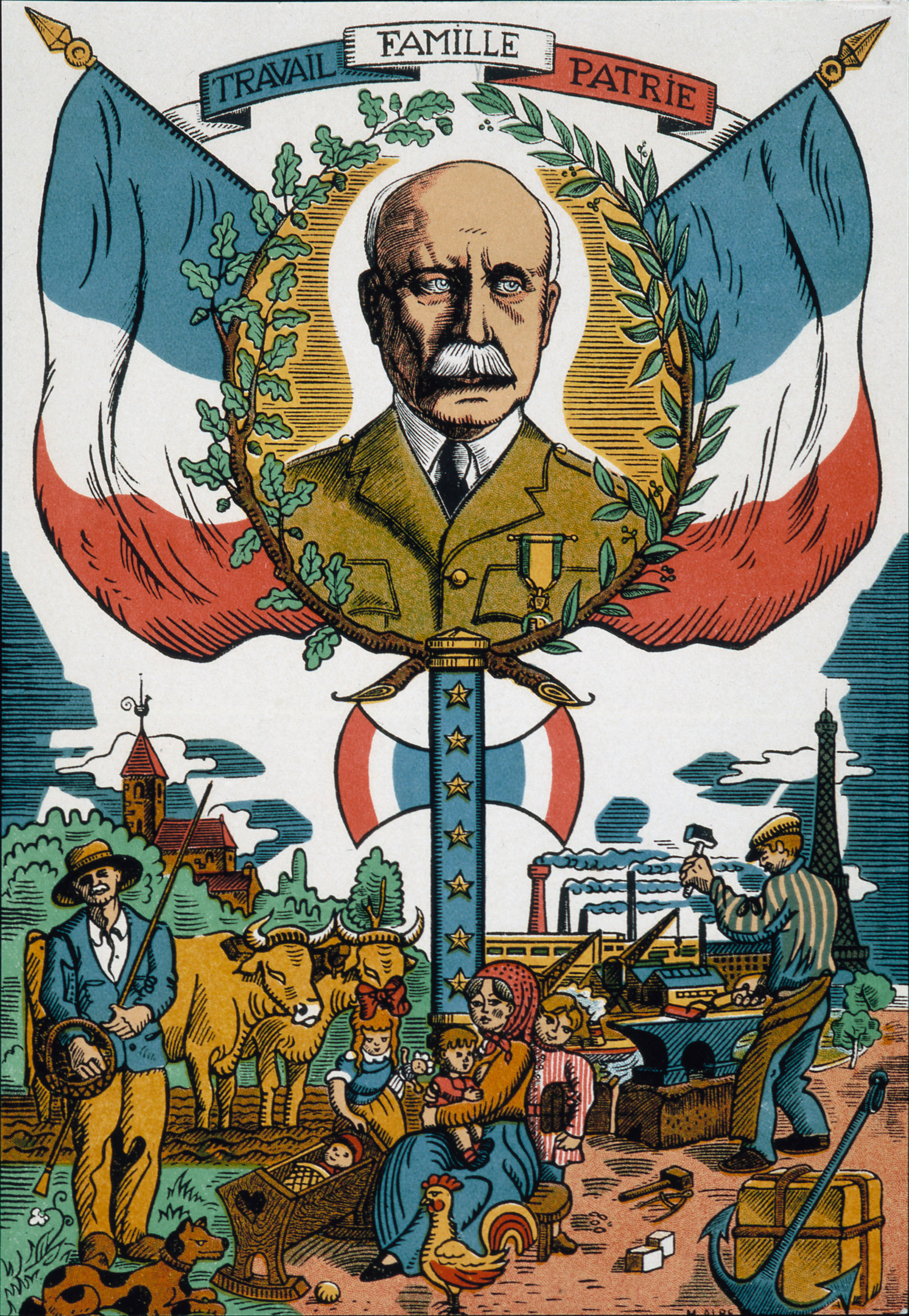
Révolution nationale cartel propagandístico promoviendo el culto a la personalidad de Philippe Pétain, 1942.

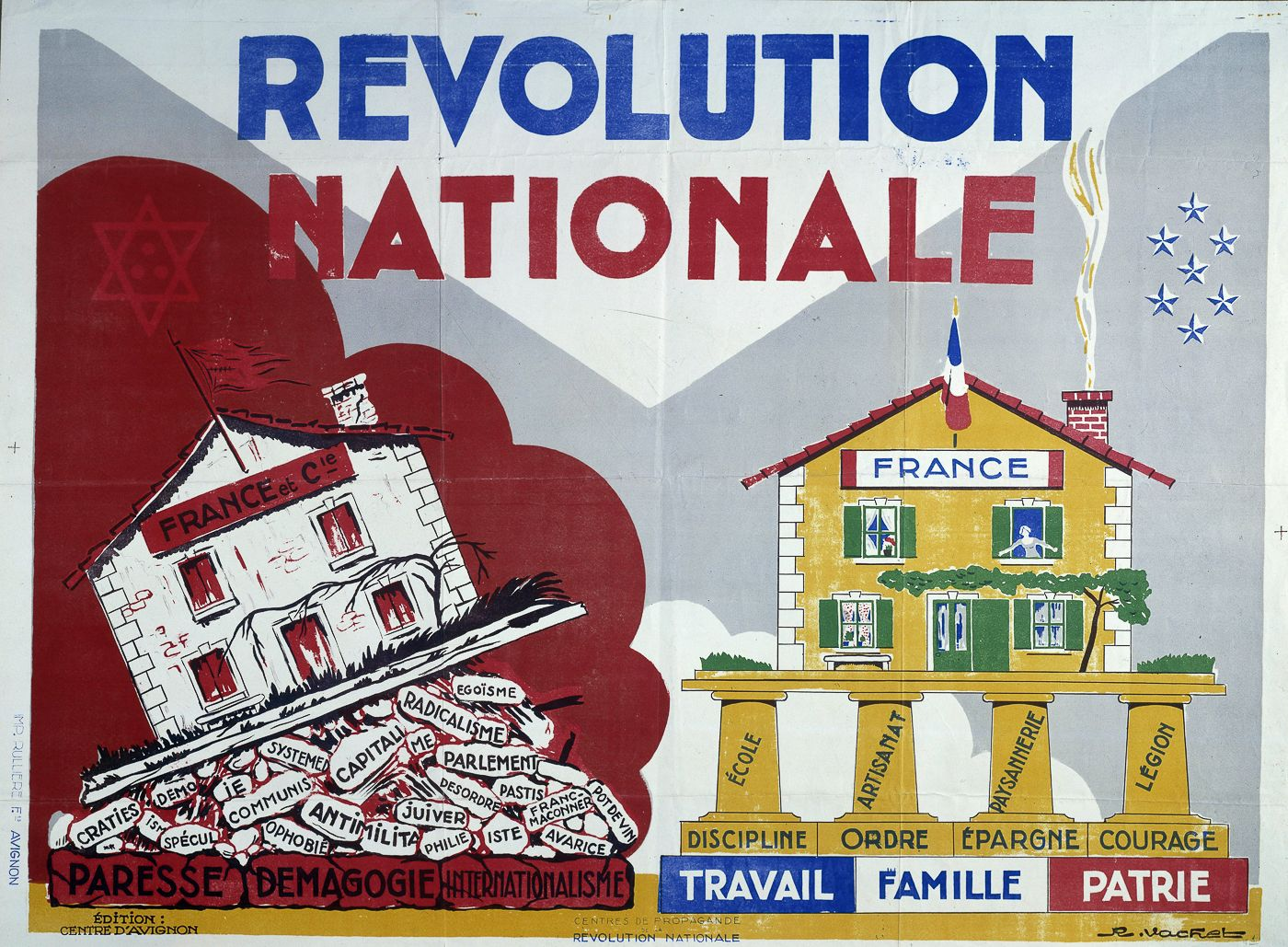
Cartel de propaganda antisemita para el programa 'Révolution Nationale' del régimen de Vichy.

La ideología del Estado francés (Francia de Vichy) fue una adaptación de las ideas de la extrema derecha francesa (incluido el monarquismo y el integralismo de Charles Maurras) por un gobierno en crisis, nacido de la derrota de Francia contra el Tercer Reich. Incluía: 
- La combinación de poderes legislativos y ejecutivos: las Actas Constitucionales[2] redactadas por el mariscal Pétain el 11 de julio de 1940 le otorgaron "más poderes que a Luis XIV" (según una cita del propio Pétain, presentada por su jefe civil de personal, H. Du Moulin de Labarthète), incluido el de redactar una nueva Constitución.
- Antiparlamentarismo y rechazo del sistema multipartidista.
- Cultismo de la personalidad: el retrato del mariscal Pétain era omnipresente, impreso en dinero, sellos, paredes o representado en esculturas. Una canción para su gloria, Maréchal, nous voilà!, se convirtió en el himno nacional no oficial. La obediencia al líder y a la jerarquía fue exaltada.
- Corporativismo, con el establecimiento de una Carta del Trabajo (supresión de los sindicatos reemplazados por corporaciones organizadas por sectores, supresión del derecho de huelga).
- La estigmatización de los considerados responsables de la derrota militar, expresada en particular durante el Juicio de Riom (1942-1943): la Tercera República, en particular el Frente Popular (a pesar de que el gobierno de izquierda de Léon Blum preparó a Francia para la guerra lanzando un nuevo esfuerzo militar), comunistas, judíos, etc. Los acusados del juicio de Riom incluyeron a Blum, Édouard Daladier, Paul Reynaud, Georges Mandel y Maurice Gamelin.
- Antisemitismo patrocinado por el Estado. Los judíos, nacionales o no, fueron excluidos de la nación y se les prohibió trabajar en los servicios públicos. El primer Estatuto sobre los judíos fue promulgado el 3 de octubre de 1940. Miles de judíos naturalizados fueron privados de su ciudadanía, mientras que todos los judíos se vieron obligados a usar una insignia amarilla. Un numerus clausus limitó drásticamente su presencia en la Universidad, entre médicos, abogados, cineastas, banqueros o pequeños comerciantes. Pronto la lista de trabajos fuera de los límites se incrementó considerablemente. En menos de un año, más de la mitad de la población judía en Francia se vio privada de cualquier medio de subsistencia. Primero judíos extranjeros, luego todos los judíos fueron detenidos al principio en campos de internamiento en Francia, antes de ser deportados al campo de internamiento de Drancy donde luego fueron enviados a campos de concentración alemanes.
- El "organicismo" y el rechazo del materialismo y la lucha de clases.
- Promoción de los valores tradicionales. El lema republicano y masónico de "Liberté, Égalité, Fraternité" fue reemplazado por el lema conservador y nacionalista de "Trabajo, Familia, Patria" (Travail, Famille, Patrie).
- Rechazo del modernismo cultural y de las élites intelectuales y urbanas. Política de "retorno a la tierra" (que convenció a no más de 1.500 personas a regresar a los campos).[3]

Ninguno de estos cambios fue forzado en Francia por Alemania. El gobierno de Vichy los instituyó voluntariamente como parte de la Revolución Nacional, mientras Alemania interfirió poco en los asuntos internos de Francia durante los primeros dos años después del armisticio, siempre que se mantuviera el orden público. Sospechaba de los aspectos de la Revolución Nacional que alentaron el patriotismo francés y prohibió a los veteranos de Vichy y a los grupos juveniles de la zona ocupada.
El Partido Comunista Francés (PCF) ya había sido proscrito por el gobierno de Édouard Daladier al inicio de la guerra, por haber defendido el pacto germano-soviético. Aun así, tanto en la Francia de Vichy como en la zona ocupada, sobre todo después de 1941, se iniciaría una enorme persecución en contra del partido y demás organizaciones de izquierda, las cuales se unieron a la Resistencia.
El Frente Popular Francés se había disuelto ya en 1938.

## Apoyo
La Révolution nationale atrajo particularmente a tres grupos de personas. Los Pétainistes reunieron a aquellos que apoyaban la figura personal del mariscal Pétain, considerado en ese momento un héroe de guerra de la Batalla de Verdún. Los Collaborateurs incluyen aquellos que colaboraron con Alemania o abogaron por la colaboración, pero que se consideran más moderados u oportunistas que los Collaborationistes, defensores del fascismo francés. 
Los partidarios de la colaboración no eran necesariamente partidarios de la Revolución Nacional, y viceversa. Pierre Laval era colaboracionista pero tenía dudas sobre la Revolución Nacional, mientras que otros como Maxime Weygand se opusieron a la colaboración, pero apoyaron la Revolución Nacional porque creían que la reforma de Francia ayudaría a vengar su derrota.
Los que apoyaban la ideología de la Revolución Nacional en lugar de la persona del propio Pétain podrían dividirse, en general, en tres grupos: los reaccionarios contrarrevolucionarios; los partidarios de un fascismo francés; y los reformadores que vieron en el nuevo régimen la oportunidad de modernizar el aparato estatal. La última corriente incluiría oportunistas como el periodista Jean Luchaire, que vio en el nuevo régimen oportunidades de carrera. 
- Los "reaccionarios", en el sentido estricto de la palabra: todos aquellos que soñaban con un regreso al "antes", tampoco:

1. antes de 1936 y el Frente Popular
2. antes de 1870 y la Tercera República o
3. antes de 1789 y la Revolución Francesa.

Estos formaban parte de la rama contrarrevolucionaria de la extrema derecha francesa, la más antigua compuesta por legitimistas, miembros monárquicos de la Action française (AF), etc. Estaban bien representados por la exclamación de Charles Maurras en la disolución de la República: "¡Qué sorpresa divina!" Pero el régimen de Vichy también recibió el apoyo de grandes sectores de los Orleanistas liberales, en particular de su portavoz, el periódico Le Temps. 
- Los partidarios de un "fascismo francés", que atacaron a Vichy y Maurras por no tratar de llevar el nacionalsocialismo a Francia.[5] Se opusieron a aspectos tradicionalistas específicos, como el clericalismo o el " escultismo", pero aún pensaban que la Révolution Nationale se preparó para un "renacimiento" de la sociedad francesa. Estos formaron los colaboracionistas más estrictos (collaborationistaes, distintos de los collaborateurs que son vistos como más moderados o más oportunistas). Entre ellos se encontraban los partidarios de la Rassemblement national populaire (RNP) de Marcel Déat, el Parti Populaire Français (PPF) de Jacques Doriot, la milicia Service d'ordre légionnaire (SOL) de Joseph Darnand, el Mouvement Franciste de Marcel Bucard (originalmente financiado por Benito Mussolini), miembros del grupo terrorista Cagoule, financiado por Eugène Schueller (el fundador del grupo cosmético L'Oréal), los escritores Robert Brasillach, Louis-Ferdinand Céline o Pierre Drieu La Rochelle, Philippe Henriot en Radio París, etc.
- Los reformadores, que buscaban nuevas políticas políticas, sociales y económicas, y formaron un grupo importante durante el período de entreguerras. Entre ellos se encontraban los no conformistas de la década de 1930, personalistas demócratas cristianos, neo-socialistas, planistes, Jóvenes Turcos del Partido Socialista Radical, tecnócratas (Groupe X-Crise), etc. Todos estos círculos también proporcionarían reclutas a la Resistencia. La mayoría de ellos no eran ideológicamente antidemocráticos, pero afirmaban aprovecharse de las nuevas condiciones establecidas por el régimen de Vichy — también incluían oportunistas simples dispuestos a hacer una carrera rápida. Presentaron soluciones diversas y contradictorias: comunalismo, cooperativas o corporaciones, "retorno a la tierra", economía planificada, gobierno de la tecnocracia, etc. Algunos ejemplos incluyen René Belin, ministro de Producción y Trabajo, Lucien Romier, quien también fue nombrado ministro de Pétain, el funcionario Gérard Bardet, el miembro de X-Crise Pierre Pucheu, François Lehideux, Yves Bouthillier, Jacques Barnaud o la École des cadres d 'Uriage, que formaría la base después de la guerra de la escuela de élite École nationale d'administration (ENA).

Los partidarios eran, sin embargo, en minoría. Aunque el gobierno de Vichy inicialmente contó con un apoyo sustancial de aquellos que estaban contentos de que la guerra hubiera terminado y esperaban que Gran Bretaña se rindiera pronto, y Pétain permaneció personalmente popular durante la guerra, a fines del otoño de 1940 la mayoría de los franceses esperaban una victoria británica y se opusieron a la colaboración con Alemania.

## Evolución del régimen
Desde julio de 1940 hasta 1942, la Révolution nationale fue fuertemente promovida por el gobierno tradicionalista y tecnocrático de Vichy. Cuando en mayo de 1942, Pierre Laval (exsocialista y republicano) regresó como jefe de Gobierno, la Révolution nationale ya no fue promovida sino que cayó en el olvido y se enfatizó la colaboración.

## Eugenesia
En 1941, el ganador del Premio Nobel Alexis Carrel, quien había sido uno de los primeros defensores de la eugenesia y la eutanasia y miembro del Partido Popular Francés (PPF) de Jacques Doriot, abogó por la creación de la Fondation Francçaise pour l'Etude des Problèmes Humains (Fundación Francesa para el Estudio de Problemas Humanos), utilizando conexiones al gabinete Pétain (específicamente, los médicos industriales franceses André Gros y Jacques Ménétrier). Cargado del "estudio, en todos sus aspectos, de medidas destinadas a salvaguardar, mejorar y desarrollar a la población francesa en todas sus actividades", la Fundación fue creada por decreto del régimen de Vichy en 1941, y Carrel designado como "regente".

## Política deportiva
La política de Vichy con respecto a los deportes tuvo su origen en la concepción de Georges Hébert, quien denunció la competencia profesional y espectacular, y al igual que Pierre de Coubertin, fundador de los Juegos Olímpicos, fue partidario del amateurismo. La política deportiva de Vichy siguió el objetivo moral de "reconstruir la nación", se opuso a la política deportiva de Léo Lagrange durante el Frente Popular y se opuso específicamente al deporte profesional importado del Reino Unido. También se utilizaron para incorporar a los jóvenes en diversas asociaciones y federaciones, como lo hicieron las Juventudes Hitlerianas o la Balilla de Mussolini. 
El 7 de agosto de 1940, se creó un Commissariat Général à l’Education Générale et Sportive (Comisionado General de Educación General y Deportiva). Tres hombres en particular encabezaron esta política: 
- Jean Ybarnégaray, presidente y fundador de las federaciones francesa e internacional de pelota vasca, diputado y miembro del Parti Social Français (PSF) de François de La Rocque. Ybarnégaray fue nombrado primer ministro de Estado en mayo de 1940, luego secretario de estado de junio a septiembre de 1940.
- Jean Borotra, extenista internacional (miembro de "Los cuatro mosqueteros") y también miembro de la PSF, primer comisionado general de deportes desde agosto de 1940 hasta abril de 1942.
- Coronel Joseph Pascot, ex campeón de rugby, director de deportes bajo Borotra y luego segundo comisionado general de deportes desde abril de 1942 hasta julio de 1944.

En octubre de 1940, los dos comisionados generales prohibieron el profesionalismo en dos federaciones (tenis y lucha libre), al tiempo que permitieron un retraso de tres años para otras cuatro federaciones (fútbol, ciclismo, boxeo y pelota vasca). Prohibieron las competiciones para mujeres en ciclismo o fútbol. Además, prohibieron, o echaron a perder, apoderándose de los activos de, al menos, cuatro federaciones uni-deportivas (liga de rugby, tenis de mesa, Jeu de paume y bádminton) y una federación multideportiva (la FSGT). En abril de 1942, prohibieron adicionalmente las actividades de las federaciones multideportivas de la UFOLEP y USEP, también confiscaron sus bienes que debían transferirse al "Consejo Nacional de Deportes".

## Citas
- "El deporte bien dirigido es moral en acción" ("Le sport bien dirigé, c'est de la morale en action"), Informe de E. Loisel a Jean Borotra, 15 de octubre de 1940
- “Prometo mi honor practicar deportes con desinterés, disciplina y lealtad para mejorarme y servir mejor a mi patria” (Promesa del deportista — «Je promets sur l'honneur de pratiquer le sport avec désintéressement, disciplina et loyauté pour devenir meilleur et mieux servir ma patrie»)
- “Ser fuerte para servir mejor” (IO 1941)
- “Nuestro principio es capturar al individuo en todas partes. En la escuela primaria, lo tenemos. Más tarde tiende a escapar de nosotros. Nos esforzamos por alcanzarlo a cada paso. He dispuesto que esta disciplina de EG (Educación general) se imponga a los estudiantes (...) Permitimos sanciones en caso de deserción". («Notre principe est de saisir l'individu partout. Au primaire, nous le tenons. Más haut il tend à s'échapper. Nous nous efforçons de le rattraper à tous les tournants. J'ai obteniendo que cette disciplina de l'EG soit imposée aux étudiants (...) Nous prévoyons des sanctions en cas de désertion»), Coronel Joseph Pascot, discurso el 27 de junio de 1942